# Ton Barnils i Carrera
Ton Barnils i Carrera (Barcelona, 1971) és un editor català. És autor del capítol «Retrat d'una vida» del llibre Vint i Ramon Barnils, editat per Dau. El 2015 va publicar El cor de les muntanyes, un dietari de la Transpirinenca.
Ton Barnils és fill de Ramon Barnils i de Núria Carrera. És germà d'Andreu Barnils i nebot de Salvador Carrera.

## Obra
- EL COR DE LES MUNTANYES - Dietari de la transpirinenca (amb dibuixos i fotografies de MENGUAL, David i croquis de ANCOCHEA, Marc Ancochea). Tushita edicions, 2015 (1a edició). ISBN 9788494066580